# Festival Internacional de Cine de Dubái
El Festival Internacional de Cine de Dubai (DIFF) es el festival de cine más grande de los Emiratos Árabes Unidos dedicado a la industria cinematográfica árabe y extranjera. Cada año, en diciembre, la ciudad de Dubái acoge un festival de cine de ocho días en el que se presentan más de cien películas. Al final del festival, en el resort de Madinat Jumeirah, se lleva a cabo la ceremonia de entrega de premios conocida como los Premios Muhr.

## Historia
El DIFF fue fundado por decreto ejecutivo en 2004 por la Dubai Creative Clusters Authority (una agencia gubernamental para el desarrollo económico), con el objetivo de brindar reconocimiento internacional a los directores y actores árabes. Es un evento sin fines de lucro administrado bajo el patrocinio del jeque Mohamed bin Rashid Al Maktum, vicepresidente de los Emiratos Árabes Unidos y gobernador de Dubái. La organización y la presentación están a cargo de Dubai Entertainment & Media Organization.
Desde 2007 se inauguró el Dubai Film Market, una amplia plataforma de mercadeo visitada por miles de productores, compradores, financieros y agentes de ventas, que se ocupa del financiamiento de proyectos de películas árabes, siguiéndolos en la fase de producción, postproducción y distribución. El propósito del evento es implementar la visibilidad de las películas árabes en los mercados internacionales.

## Secciones

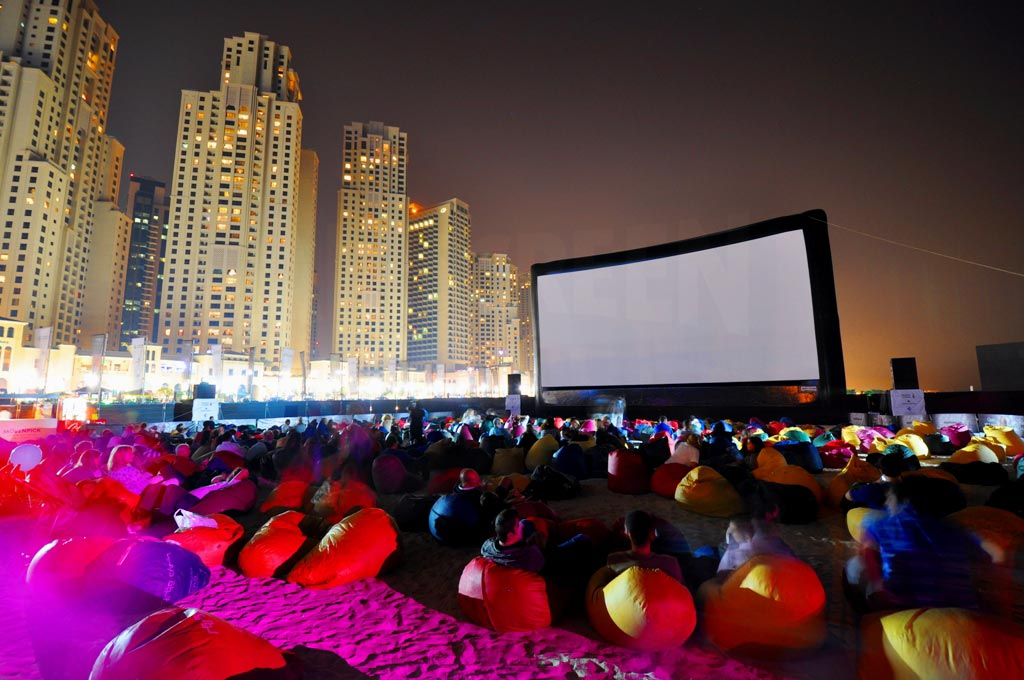
Pantalla gigante exhibida en el Festival de Cine de Dubái en 2010.

La oferta temática del festival se divide en siete secciones:
- Cine mundial contemporáneo: cine independiente contemporáneo de todo el mundo.
- Arabian Nights: producción de cine árabe contemporáneo.
- Operación Puente Cultural: producciones que tienen como objetivo fomentar el diálogo entre Oriente y Occidente.
- Bollywood Meets Hollywood: películas clásicas y contemporáneas producidas en la India.
- Cine del subcontinente: nuevos autores emergentes de Pakistán, India, Sri Lanka y Bangladés.
- Destino documental: El caballo, el halcón y el desierto - cine documental con temáticas medioambientales.
- Hi-Tech Hollywood: películas contemporáneas hechas con tecnología de punta.

## Premios Muhr
Desde el año 2006, el DIFF ha otorgado los premios Muhr de forma anual durante la última noche del festival. La sección competitiva es exclusiva para películas árabes. La estatuilla del Premio Muhr representa un caballo (en árabe la palabra muhr significa potro), un símbolo árabe de nobleza y excelencia. Los ganadores también reciben un premio en efectivo de hasta 200 000 dírhams, otorgados al director de la mejor película (el equivalente a unos 45 000 euros).
Además de los premios principales (otorgados a las mejores películas, cortometrajes, directores, actores y actrices), se otorgan numerosos premios especiales, incluido el premio Filmmaker, que otorga aproximadamente 75 000 euros, el Variety International Star of the Year, que premia a la estrella internacional del año, los premios de críticos de cine internacionales y el premio del público.

## Ganadores

### Mejor película
- 2006: Barakat!, de Djamila Sahraoui (Argelia)
- 2007: Under the Bombs, de Philippe Aractingi (Líbano)[7]
- 2008: Masquerades, de Lyès Salem (Argelia)
- 2009: Zindeeq, de Michel Khleifi (Palestina)
- 2010: Stray Bullet, de Georges Hachem (Líbano)
- 2011: Habibi Rasak Kharban, de Susan Youssef (Palestina)
- 2012: Wadjda, de Gerhard Meixner (Arabia Saudita)
- 2013: Omar, de Hany Abu-Assad (Palestina)
- 2014: Ana Nojoom bent alasherah wamotalagah, de Khadija Al-Salami (Yemen)
- 2015: À peine j'ouvre les yeux, de Leyla Bouzid (Túnez)
- 2016: Reseba, de Hussein Hassan Ali (Kurdistán)
- 2017: Wajib, de Annemarie Jacir (Palestina)[8]